# Bernard Bolzano
‎
Bernard Bolzano (Bernhard, Bernardus Placidus Johann Nepomuk), češko-nemški matematik, filozof, teolog in logik, * 5. oktober 1781, Praga, † 18. december 1848, Praga.

## Življenje in delo
Bolzano je bil sin dveh pobožnih katolikov. Njegov oče, Bernard Pompeius Bolzano, se je rodil v severni Italiji, in se preselil v Prago, kjer se je poročil z Mario Cecelio Maurer, nemško govorečo hčerjo praškega trgovca. Otroštvo sta preživela le dva od njunih dvanajstih otrok.
Bolzano je leta 1796 začel študirati matematiko, filozofijo in fiziko na Karlovi univerzi v Pragi. Leta 1800 je začel študirati tudi teologijo in leta 1804 postal katoliški duhovnik. Od leta 1805 je na Karlovi univerzi predaval filozofijo religije in teologijo. V letu 1818 so ga zaradi odličnih predavanj izbrali za vodjo filozofskega oddelka. Toda svobodni um in nasprotovanje avstro-ogrski monarhiji sta ga kmalu leta 1819 spravila ob akademsko kariero. Ostanek življenja je prebil na vasi, njegova dela so ostajala v rokopisih. Leta 1842 se je vrnil v Prago, kjer je tudi umrl.
Leta 1804 je napisal knjižico Betrachtungen ueber einige Gegenstaende der Elementargeometrie, kjer je zapisal: »Na posamezni točki ni nič določljivega, saj o nobeni nismo privzeli apriornih trditev, zato je najpreprostejši predmet geometrijskih raziskav dvojica točk. Iz takega hkratnega videnja dveh točk izvirajo predikati (pojmi) zanju, ki jih pri posamezni točki ni.« Za par točk a, b, je pojasnjeval potem na široko, sta taka pojma razdalja točke b od točke a in smer, v kateri leži b proti a. Je tudi že slutil, da bo usmerjena daljica rešila
geometrijo trikotnika. (Funktionentheorie iz leta 1830 je izšla, na primer, šele leta 1930.) V letu 1817 je izdal brošuro Rein analytischer Beweis des Lehrsatzes, dass zwischen je zwei Werten, die ein entgegengesetzes Resultat gewahren, weningstens eine reele Wurzel der Gleichung liege (čisto analitični dokaz izreka, da med dvema vrednostima, ki dajeta nasprotna rezultata, leži vsaj en koren enačbe). Njegov ostri duh je zarezal globoko brazdo v osnove matematike. Žal je ostala sodobnikom skrita in marsikaj, kar je sam pridelal na začetku stoletja, je moral ob njegovem izteku ponoviti Weierstrass. 
Bolzano je dal tudi današnji pomen zveznosti funkcije. V Eulerjevem času so zveznost opredeljevali drugače. Bolzano je rekel: »Pri pravilni opredelitvi izraza funkcija se spreminja po zakonu zveznosti pri vseh x, ki leže znotraj ali zunaj znanih meja, razumemo le tole: naj bo x kaka od teh vrednosti, tedaj postane {\displaystyle f(x+\delta )-f(x)} manjša od vsake naprej predpisane vrednosti, če je le {\displaystyle \delta } dovolj majhen.« Napisal je tudi neobjavljeno delo Groessenlehre. Leta 1837 je objavil delo Teorija znanosti (Wissenschaftslehre). Delo je imelo štiri dele in ni pokrivalo le filozofije znanosti v sodobnem smislu, ampak tudi logiko, epistemologijo in znanstveno pedagogiko.
Po njegovi smrti je leta 1851 izšlo delo Paradoksi neskončnosti (Paradoxien des Unendlichen); (Paradoxy neskonečna} (NČSAV, Praga 1963). Njegovo delo je vplivalo na Cantorjev razvoj teorije množic v matematiki in Husserlov razvoj fenomenologije v filozofiji. Njegovo filozofsko delo sta ponovno odkrila Husserl in Twardowski, oba Brentanova učenca. Preko njiju in prek Fregejevega dela, je imel Bolzano pionirsko vlogo pri nastanku fenomenologije in analitične filozofije.

## Dela
- Vlastni životopis, (Odeon, Praga 1981).